# 小田幹治郎
小田 幹治郎（おだ みきじろう、1875年（明治8年）4月3日 - 1929年（昭和4年）3月1日）は、日本の裁判官。朝鮮総督府官僚。

## 経歴
兵庫県出身。1895年（明治28年）、和仏法律学校（現在の法政大学）邦語法律科を卒業。判事検事登用試験に合格し。司法官試補、長野区裁判所判事・長野地方裁判所判事を務めた。1905年（明治38年）、韓国政府の聘用で、平安北道裁判所法務補佐官、内閣法典調査局事務官、同書記官を務めた。1910年（明治43年）より朝鮮総督府取調局事務官、朝鮮総督府事務官・参事官室勤務、総督官房総務課勤務、中枢院書記官、中枢院調査課長などを歴任。1922年（大正11年）に中枢院書記官長に就任した。その他に朝鮮語辞典審査委員、旧慣審査委員、朝鮮史編修会委員なども務めた。
1923年（大正12年）に退官した後は、神戸市で弁護士を開業した。